# ماچی بوگیو
ماچی-بوگیو (به ژاپنی: 町奉行 Machi-bugyō)، مقام‌های سامورایی در شوگون‌سالاری توکوگاوا در دوره ادو ژاپن بودند. این دفتر در میان پست‌های اداری ارشد برای کسانی بود که دایمیو نبودند. تفاسیر متعارف این عناوین ژاپنی را به عنوان «کمیسیون» یا «نظارت» یا «فرماندار» تعبیر کرده‌اند.
این عنوان باکوفو (شوگون‌سالاری) یک قاضی یا مدیر شهرداری را مشخص می‌کند که مسئولیت اداره و حفظ نظم در شهرهای مهم را برعهده دارد.